# Pithecanthropus Erectus (Mingus-Album)
Pithecanthropus Erectus ist das erste Jazzalbum von Charles Mingus, veröffentlicht 1956, in dem er sein in den Jahren zuvor in seinen „Jazz Workshops“ ausprobiertes neues Konzept der Verbindung eines kompositorischen Gerüsts mit dem freien Improvisieren seiner Musiker darlegt.

## Das Album
Wie Mingus in seinen Liner Notes schildert, hatte ihn die Erfahrung mit dem Jazz Composers Workshop 1953 gelehrt, dass man im Jazz von ausgeschriebenen Partituren wegkommen müsste. Stattdessen schrieb er seine Kompositionen nur als Gerüst auf „gedachtem Notenpapier“ und spielte seine Ideen dann den Session-Musikern auf dem Klavier vor, bis sie mit seiner Interpretation und den Tonskalen- und Akkordprogressionen der Komposition völlig vertraut waren.
Das Titelstück Pithecanthropus Erectus, an dem er schon lange arbeitete, schildert nach Mingus in vier Sätzen Aufstieg und Fall des (angeblich) ersten Menschen Pithecanthropus erectus: 1. Entwicklung („evolution“) zum aufrechten Gang, 2. Überlegenheitskomplex („superiority complex“) – Wille, die Welt und andere zu beherrschen, 3. Abstieg („decline“), 4. völlige Zerstörung („destruction“) wegen der unausweichliche Selbstemanzipation der Versklavten und – hier scheinen Mingus’ psychologischen Interessen durch – Selbstentfremdung des Versklavers (seine „false security“). Das Thema in ABAC-Form wird von jedem der Solisten aufgegriffen. Am Schluss (Destruction) steigert sich das Zusammenspiel zu einem dissonanten Höhepunkt. Die Klangfarben changieren vielfältig. Die beiden Stücke der ersten Seite waren bei vielen späteren Hörern denn auch Anlass, die Anfänge des Free Jazz um mehrere Jahre vorzudatieren.
Das Folgestück A Foggy Day (in San Francisco) baut auf Gershwins Komposition A Foggy Day in London Town auf, beschreibt jedoch lautmalerisch einen Nebeltag in San Francisco, einschließlich Schiffsnebelhörnern, Verkehrslärm, dem Torkelgang eines Betrunkenen, Polizistenpfeifen und „that damned twelve o'clock whistle that used to wake me up“. Das Stück war von Mingus schon 5 Wochen vorher im Cafe Bohemia (The Charles Mingus Quintet and Max Roach, 23. Dezember 1955, mit Mal Waldron und teilweise Willie Jones) eingespielt worden (ebenso wie Love Chant) und von seinem Jazzworkshop auch schon öfter gespielt worden; allerdings wurde der hier ausgebreitete Klangteppich dort nur angedeutet.
Profile of Jackie ist eines von Mingus’ Musikerporträts, in diesem Fall von und für Jackie McLean, von diesem selbst ausgeführt. Es enthält Anspielungen auf Chelsea Bridge und This Subdues My Passion.
Das längste Stück Love Chant wird hier in einer „extended form“ mit abwechselnden Soli (auch von Mingus), rhythmischen Schichtungen und formalen Gegensätzen entwickelt und zeigt noch einmal exemplarisch die typische Vorgehensweise im Jazzworkshop. Die Wechsel-Signale gibt dabei Mal Waldron am Klavier. Auch Love Chant wurde schon kurz vorher in einer Live-Aufnahme im Cafe Bohemia aufgenommen.
Der Saxophonist J. R. Monterose (1927–1993) hatte hier aus heutiger Sicht den Höhepunkt seiner Laufbahn (obwohl er später auch als Leader für Blue Note Records aufnimmt), und auch Jackie McLean, den Mal Waldron Mingus vorgestellt hatte, hat sich durch seine Arbeit im Jazzworkshop, wie er 1974 dem Down Beat erzählte, musikalisch entscheidend fortentwickelt (auch wenn die Arbeit mit Mingus nicht immer sehr einfach war). Der Schlagzeuger Willie Jones wird schon auf der nächsten LP The Clown (und auf Tijuana Moods von 1957) durch Dannie Richmond ersetzt, mit dem Mingus dann ein Rhythmus-Duo bildete, das sich fast blind verstand. Das erfolgreiche The Clown bestätigte gleichzeitig den in diesem Album von Mingus gesetzten Anspruch, einer der Führer der Avantgarde zu sein.
Auf dem Original-Cover sind Strichmännchen in der Art vorzeitlicher Höhlenbilder zu sehen (von Curtice Taylor).

## Titelliste
1. Pithecanthropus Erectus (10:33)
2. A Foggy Day (7:47)
3. Profile of Jackie (3:07)
4. Love Chant (14:56)

Alle Kompositionen von Charles Mingus, außer A Foggy Day, das eine Gershwin-Vorlage benutzt.
Aufgenommen am 30. Januar 1956 in den Audio-Video Studios, New York (Aufnahmeingenieure Tom Dowd, Hal Lustig). Alternate Takes scheinen nicht zu existieren (bzw. bei dem Brand der Atlantic-Lagerhalle 1976 verloren gegangen zu sein).

## Rezensionen
Steve Huey zufolge, der das Album für AllMusic besprach und mit der Höchstnote (5 Sterne) bewertete, war Pithecanthropus Erectus „Mingus’ Durchbruch als Leader, das Album, auf dem er sich als Komponist mit grenzenloser Fantasie und einer frischen, neuen Stimme etablierte, die trotz seiner ehrgeizigen, modernen Konzepte fest in der Jazztradition verankert war. Mingus entdeckte sich selbst, nachdem er das Vokabular des Bop und des Swing gemeistert hatte, und mit Pithecanthropus Erectus begann er, neue Wege zu suchen, um die evokative Kraft der Kunstform zu steigern und seine Musiker (…) herauszufordern, außerhalb der Konventionen zu arbeiten.“ Das Titelstück sei eines seiner größten Meisterwerke: ein viersätziges Tongedicht, das die Entwicklung des Menschen von Stolz und Errungenschaften über Hybris und Sklaverei bis hin zur endgültigen Zerstörung beschreibt. Das Stück wird von einem eindringlichen, sich wiederholenden Thema zusammengehalten und durch frenetische, mit Klangeffekten versehene Zwischenspiele unterbrochen, die im Fortgang immer dunkler würden. Zum ersten Mal stimmte Mingus seine Arrangements auf die Persönlichkeiten seiner Musiker abstimmte. „Vielleicht ist das der Grund, warum Pithecanthropus Erectus Gemälden im Klang gleicht – voller üppiger Klangfarben, die man von Duke Ellington gelernt hat, aber auch reich an klanglichen Details, die nur von einem abenteuerlichen Modernisten stammen können. Und Mingus spielt mit der Art von roher Leidenschaft, die mit dem ersten Anflug von Meisterschaft einhergeht. Immer noch eines seiner besten Alben.“
Pithecanthropus Erectus war, wie Gordon Jack in seiner Besprechung für das Jazz Journal feststellte, das erste Album von Mingus, auf dem er seine Mitstreiter dazu aufforderte, die Musik auswendig zu lernen, anstatt sklavisch die Noten vom Blatt vorzutragen. „Es gibt freie Bläsersätze, Ostinati und einige kollektive Improvisationen, die sich deutlich von den Themen- und Variationsroutinen unterscheiden, die auf vielen Aufnahmen der damaligen Zeit zu hören waren.“ Insbesondere das zur Zeit der Veröffentlichung unterschätzte Titelstück, „eine zehneinhalbminütige emotionale Achterbahnfahrt“, habe den Test der Zeit mehr als bestanden.
Brian Priestley gab Pithecanthropus Erectus bei JazzWise fünf Sterne (und damit die Höchstnote): Es sei ein Spitzenwerk, „und das Titelstück fesselt immer noch die Fantasie mit seinen offenen modalen Strukturen, Anfällen von kollektiver Improvisation, übertriebener Dynamik (sogar im Bass) und ambitioniertem Avantgardismus, die ihrer Zeit um Jahre voraus waren.“ Mit nur drei weiteren Stücken von sehr unterschiedlicher Länge erreichte Mingus mit dem Album ein „Maximum an Abwechslung“: Das lose von Gershwin inspirierte A Foggy Day enthalte weitere freie Abschnitte und Soundeffekte, während die dreiminütige Ballade Portrait of Jackie eine Ruhepause vor dem längsten Stück Love Chant sei, das „sehr entfernt auf Perdido aufbaue.“